# 聖羅薩利亞 (比查達省)
聖羅薩利亞是哥倫比亞的城鎮，位於該國東部，由比查達省負責管轄，始建於1970年，面積2,018平方公里，海拔高度117米，2005年人口3,188，人口密度每平方公里1.58人。

## 外部連結
- （西班牙文） Santa Rosalia official website

5°07′34″N 70°52′33″W / 5.12611°N 70.8758°W